# Komorowo (Pisz)
Pour les articles homonymes, voir Komorowo.
Komorowo est un village polonais de la gmina de Biała Piska, dans le powiat de Pisz, voïvodie de Varmie-Mazurie, au nord-est du pays.
Sa population s'élève à environ 160 habitants en 2014.